# 여자를 찾습니다 (드라마)
《여자를 찾습니다》는 1984년 8월 19일에 MBC TV에서 방영되었던 베스트셀러극장이다.

## 줄거리
나이 30이 되도록 연애 한번 못해본 회사원 나팔수(송기윤)는 생각 끝에 여자들이 많이 오가는 신촌의 한 여대 부근으로 하숙을 옮긴다. 그는 바로 하숙집 딸 미연(최명길)에게 눈독을 들이고 그녀를 유혹하기 위해 시골의 아버지(신충식)에게 돈을 요구한다.
팔수는 돈을 써가며 가까스로 미연을 야외로 꾀어 내는데...

## 출연
- 송기윤
- 최명길
- 신신애
- 신충식
- 오승룡
- 최현미
- 한영숙
- 최은숙
- 차윤회
- 문회원
- 신국
- 조춘
- 홍성희
- 강서영
- 이순규
- 오덕
- 전선희
- 강상구
- 천호진
- 이장훈